# Willem van Pallandt

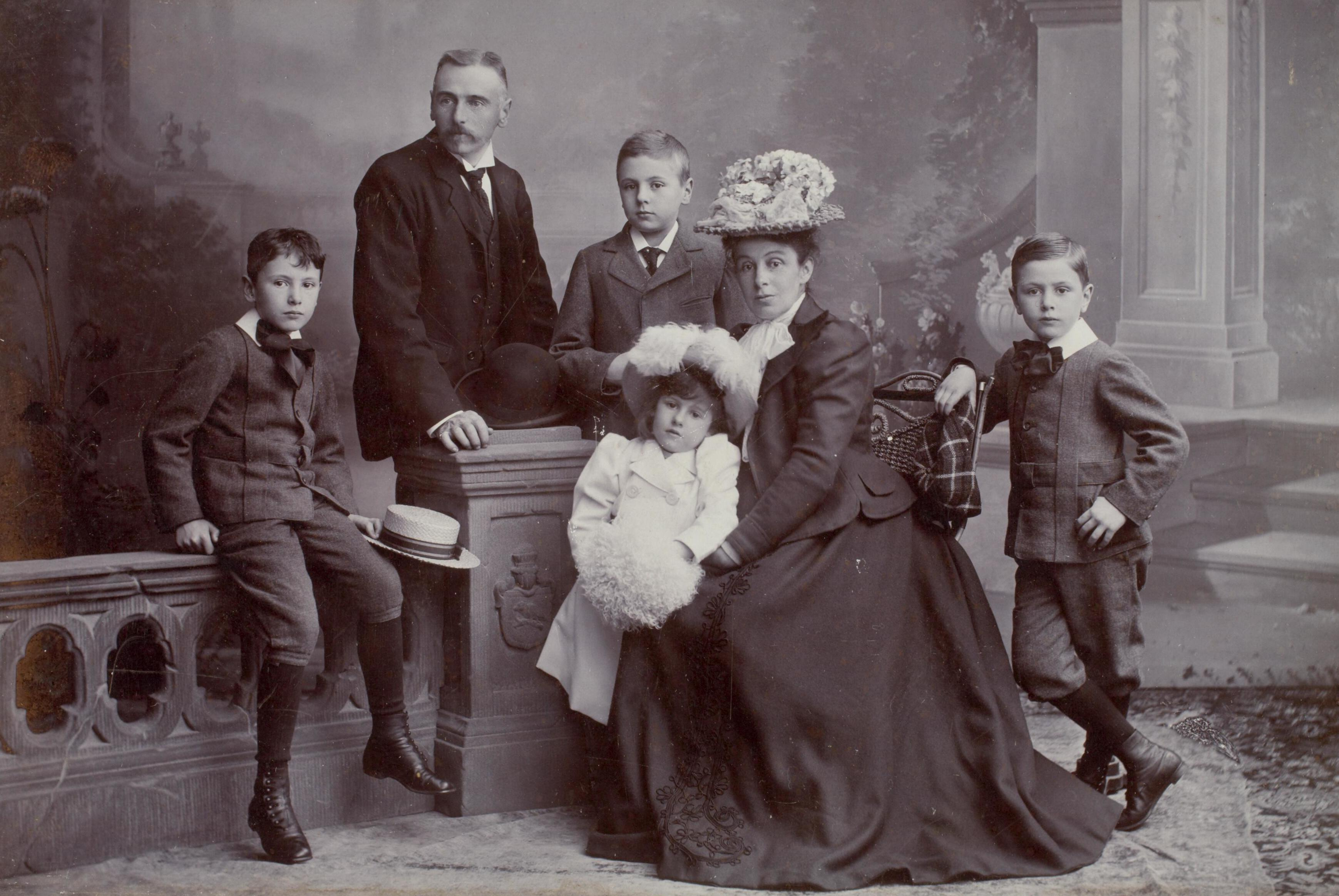
F.J.W. baron van Pallandt met zijn gezin (ca. 1898)

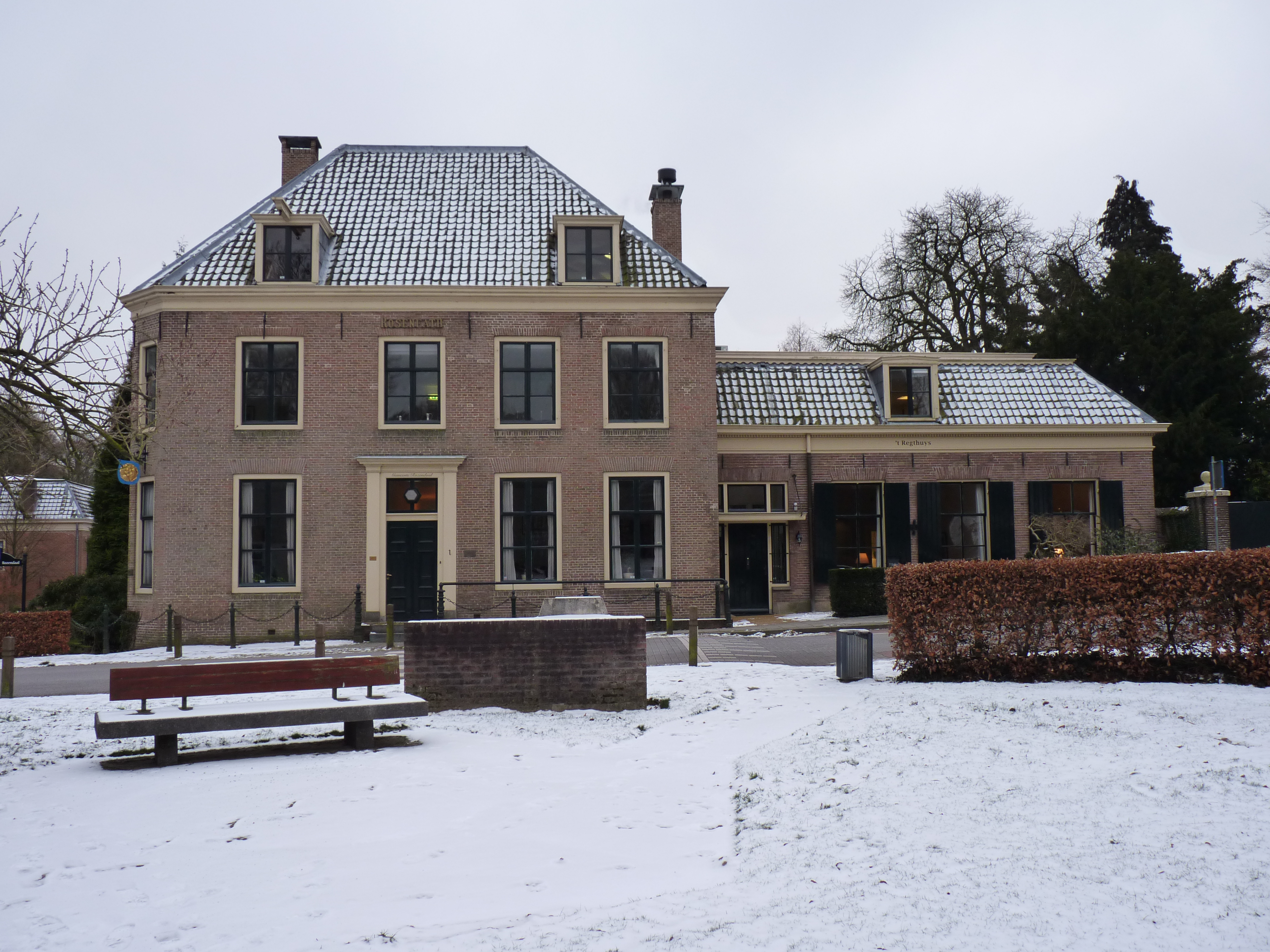
Huis Roseneath

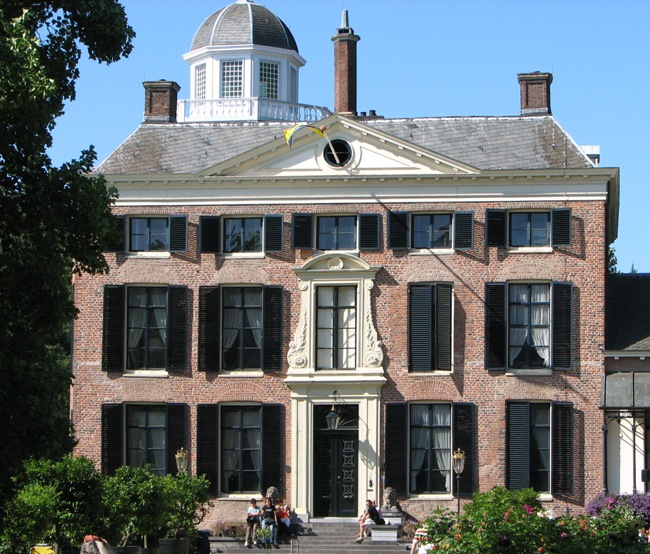
Kasteel Rosendael

Frederik Jacob Willem (Willem) baron van Pallandt, heer van Keppel en Rosendael (Kasteel Rosendael, 11 september 1860 – Leiden, 14 april 1932) was een Nederlands burgemeester.

## Levensloop
Hij was de tweede zoon van mr. Reinhard Jan Christiaan baron van Pallandt (1826-1899) en zijn vrouw Ada Catharina barones Torck, vrouwe van Rosendael en Petcum (1835-1902), lid en laatste telg van de familie Torck.
Van Pallandt werd in 1900 burgemeester van Rosendael, wat hij bleef tot zijn overlijden; hij volgde in die functie zijn  vader op. Verder was hij dijkgraaf en lid van de Provinciale Staten van Gelderland. Hij was vanaf 1905 kamerheer i.b.d. van koningin Wilhelmina en hij was commandeur van de Duitse Orde. Hij trouwde in 1886 met Constance Alexine Loudon (1859-1948) met wie hij vijf kinderen kreeg.
Van Pallandt woonde tijdens het leven van zijn ouders op huis Roseneath, daarna met zijn gezin op Kasteel Rosendael dat hij ingrijpend liet verbouwen. 
Willem van Pallandt was de opdrachtgever voor de Jugendstil muurschilderingen in de Nederlands Hervormde Kerk in Rozendaal. Van Pallandt was eigenaar van de kerk. Predikant Bierens de Haan vond de kerk erg somber en vroeg  kunstenaar Gerrit van der Hoef (1879-1954), een ontwerp te maken. De muurschilderingen werden op 5 februari 1905 onthuld.